# Francis Scott (hrabia Dalkeith)

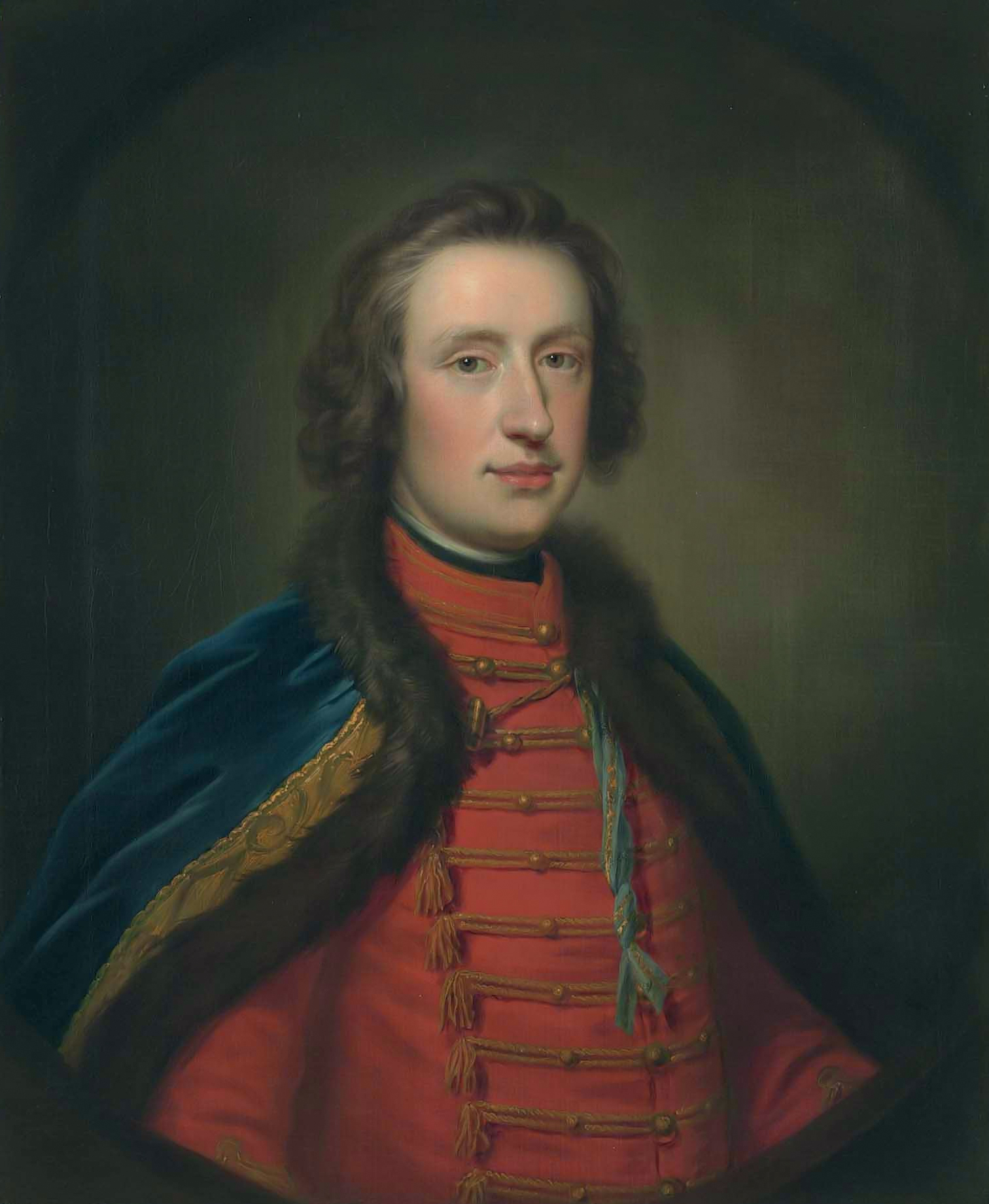
Francis Scott - portret

Francis Scott (ur. 19 lutego 1721 w Londynie, zm. 1 kwietnia 1750 w Adderbury), najstarszy syn Francisca Scotta, 2. księcia Buccleuch, i lady Jane Douglas, córki 2. księcia Queensberry. Przez całe życie nosił tytuł hrabiego Dalkeith, przysługujący najstarszemu synowi księcia Buccleuch. Tytułu książęcego Francis nie odziedziczył, gdyż zmarł na ospę na rok przed swoim ojcem. Hrabia został pochowany w Dalkeith.
2 października 1742 r. w Londynie, Francis poślubił lady Caroline Campbell, baronową Greenwich, (17 listopada 1717 - 11 stycznia 1794), córkę Johna Campbella, 2. księcia Argyll, i Jane Warburton. Francis i Caroline mieli razem czterech synów i dwie córki:
- Caroline Scott (1 października 1743 - 10 grudnia 1753)
- John Scott (3 czerwca 1745 - 31 stycznia 1749), baron Scott of Whitchester
- Henry Scott (2 września 1746 - 11 stycznia 1812), 3. książę Buccleuch i 5. książę Queensberry
- Campbell Scott (17 października 1747 - 18 października 1766)
- James Scott (1 marca 1748 - 17 stycznia 1758)
- Frances Scott (26 lipca 1750 - 31 marca 1817), żona Archibalda Stewart-Douglasa, 1. barona Douglas of Douglas Castle